# Christina Carreira
Christina Carreira (Montreal, Canadá, 3 de abril de 2000) es una deportista estadounidense que compite en patinaje artístico, en la modalidad de danza sobre hielo. Ganó dos medallas de bronce en el Campeonato de los Cuatro Continentes de Patinaje Artístico sobre Hielo, en los años 2022 y 2024.

## Palmarés internacional
| Campeonato de los Cuatro Continentes | Campeonato de los Cuatro Continentes | Campeonato de los Cuatro Continentes | Campeonato de los Cuatro Continentes |
| Año                                  | Lugar                                | Medalla                              | Categoría                            |
| ------------------------------------ | ------------------------------------ | ------------------------------------ | ------------------------------------ |
| 2022                                 | Tallin (Estonia)                     | Medalla de bronce                    | Danza sobre hielo                    |
| 2024                                 | Shanghái (China)                     | Medalla de bronce                    | Danza sobre hielo                    |